# Joganville
Joganville é uma comuna francesa na região administrativa da Normandia, no departamento Mancha. Estende-se por uma área de 2,84 km². Em 2010 a comuna tinha 115 habitantes (densidade: 40,5 hab./km²).